# 山田三郎 (陸上選手)
山田 三郎（やまだ さぶろう、1922年 - 2012年7月8日）は、日本の陸上競技選手、専門はマラソン。戦後間もない時期に、農業に従事しながらコーチもなくひとりで練習して各地のマラソン大会で活躍した。山田は、競技を離れた後にも長く地元で農業を営み、岐阜市正木西部土地区画整理組合理事長なども務めた。

## おもなマラソンの成績
- 1947年秋：第2回国民体育大会（石川県）
  - 2位 - 2:46:28
    - 優勝は、2:42:41 を出した古賀新三[4]。

- 1948年秋：第3回国民体育大会（福岡県）
  - 2位 - 2:46:10
    - 優勝は、2:36:33 を出した古賀新三[4]。この入賞により、山田は朝日マラソンへ招待された[5]。

- 1948年12月5日：第2回 朝日マラソン（香川県：後の福岡国際マラソンの前身）
  - 優勝 - 2:37:25
    - 山田は残り10kmを切ってからスパートをかけ、同年のロンドンオリンピック（日本は不参加）のマラソン6位に相当する好タイムで優勝した[1]。

- 1949年5月8日：第4回 全日本毎日マラソン選手権（大阪：後のびわ湖毎日マラソンの前身）
  - 優勝 - 2:40:32
    - 山田は35km手前からスパートをかけ、それまで3大会を連覇していた古賀新三らを振り切った[6]。

- 1949年秋：第4回国民体育大会
  - 3位 - 2:41:19
    - 優勝は、2:35:31 を出した馬場崎文男[4]。